# Spinovelleda basilewskyi
Spinovelleda basilewskyi är en skalbaggsart som beskrevs av Stefan von Breuning 1960. Spinovelleda basilewskyi ingår i släktet Spinovelleda och familjen långhorningar. Inga underarter finns listade i Catalogue of Life.